# Jourdain (stanice metra v Paříži)
Jourdain je nepřestupní stanice pařížského metra na lince 11, která leží na hranicích 19. a 20. obvodu v Paříži. Nachází se na křižovatce ulic Rue de Belleville a Rue du Jourdain před vchodem do novogotického kostela sv. Jana Křtitele.

## Historie
Stanice byla otevřena 28. dubna 1935 při zprovoznění linky 11 mezi stanicemi Châtelet a Porte des Lilas.

## Název
Jméno stanice znamená v češtině Jordán. Název je odvozen od faktu, že zdejší kostel byl zasvěcen sv. Janu Křtiteli, který pokřtil Krista vodou z řeky Jordán. Ulice, která směřuje ke kostelu, tak dostala název Jordánská - Rue du Jourdain a po ní i stanice metra.